# Mikulin M-17
Il Mikulin M-17 era una copia del motore tedesco BMW VI, realizzata su licenza in Unione Sovietica.
Prodotto a partire dal 1930, era un 12 cilindri a V raffreddato a liquido; sviluppato nel tempo da parte di Aleksandr Aleksandrovič Mikulin, venne installato su numerosi velivoli e carri armati sovietici utilizzati nel corso della seconda guerra mondiale. Fu prodotto in oltre 27 000 unità, fino al 1942.

## Storia

### Sviluppo
Nel primo dopoguerra l'industria aeronautica sovietica era carente di motori adeguati agli standard dell'epoca e solo a partire dal 1924 la produzione poteva annoverare tra i modelli più avanzati le versioni, prodotte su licenza, dello statunitense Liberty L-12 (denominato localmente M-5) e del francese Hispano-Suiza 8 (con la sigla M-6); in entrambi i casi si trattava comunque di progetti risalenti ad oltre 10 anni prima.
Nell'autunno del 1925, riconosciuta l'impossibilità di produrre autonomamente (ed in tempi brevi) unità motrici dalle caratteristiche comparabili a quelle prodotte in altri paesi, il governo sovietico decise di dare priorità alla ricerca di imprese straniere che concedessero nuove licenze per costruire i propri motori direttamente in Unione Sovietica.
Una ricerca, svolta a cura della delegazione commerciale sovietica a Berlino e conclusa nei primi mesi del 1926, indicava che l'azienda di maggior interesse era la BMW, anche in ragione della sua più recente realizzazione in campo aeronautico: il motore V-12 BMW VI, di cui era appena iniziata la produzione in serie; tra i fattori che determinarono la scelta, in aggiunta alle prestazioni garantite dal propulsore, vi era la sua relativa semplicità costruttiva.
Nel febbraio del 1927 una delegazione sovietica si recò a Monaco di Baviera per condurre trattative con i vertici della BMW durante le quali vennero affrontate, e risolte, questioni relative alla componentistica elettrica ed alla produzione degli alberi a gomiti: questi ultimi in particolare erano forniti alla BMW direttamente dalle acciaierie Krupp che custodivano gelosamente il metodo costruttivo. Al termine di una lunga serie di incontri, finalmente, il 14 ottobre 1927 le due delegazioni firmarono un contratto di produzione su licenza del BMW VI presso le industrie di stato sovietiche.
I termini dell'accordo prevedevano la possibilità di costruire il propulsore in qualsiasi impianto industriale sovietico per una durata di 5 anni. A fronte di un corrispettivo fisso pari a 50 000 dollari maggiorato del 7,5% del prezzo di ciascun motore prodotto oltre la cinquantesima unità, la BMW si impegnava ad informare i sovietici di tutte le migliorie nel frattempo apportate al propulsore. La formazione degli ingegneri sovietici e dei tecnici specializzati sarebbe avvenuta in Germania mentre tecnici tedeschi avrebbero collaborato all'installazione delle linee di montaggio che furono realizzate negli stabilimenti situati a Rybinsk. Le autorità sovietiche provvidero anche ad assumere manodopera specializzata direttamente in Germania, privilegiando gli operai che manifestavano simpatie verso l'ideologia comunista. A corollario dell'accordo principale, vennero siglate intese con la Bosch AG (per le componenti elettriche) e con la già citata Krupp, che accettò di vendere gli alberi a gomito.
L'ammodernamento e l'ampliamento dei siti di produzione e la realizzazione delle linee di montaggio richiesero tempi non preventivati. Malgrado lo stabilimento di Rybinsk fosse diventato uno dei più ampi dell'epoca (con una superficie di circa 62 000 m²) e fosse stimato capace di produrre fino a 1 000 motori all'anno (in caso di guerra), ancora dopo due anni dalla sigla degli accordi non era stato ultimato un solo esemplare.
Nel dicembre del 1929 Kliment Efremovič Vorošilov, all'epoca Ministro della Difesa dell'Unione Sovietica espresse a Stalin la sua amarezza sottolineando come nell'arco di due anni il più moderno motore all'epoca a disposizione rischiasse di diventare obsoleto ancor prima di poter entrare in servizio.
La produzione di serie iniziò, finalmente, nel 1930: nel primo anno furono realizzati 165 esemplari dell'M-17 mentre nel successivo 1931 la cifra raggiunse le 679 unità, per crescere ulteriormente negli anni successivi. Alla fine l'M-17 divenne il motore aeronautico più diffuso in Unione Sovietica negli anni trenta e ne venne realizzata anche una versione appositamente dedicata all'impiego su carri armati; inoltre, partendo dal progetto dell'M-17, Aleksandr Mikulin realizzò l'AM-34, primo motore interamente sovietico dotato di raffreddamento a liquido..

### Descrizione tecnica
Trattandosi di una versione prodotta su licenza, è evidente che il motore M-17 riproponeva strutturalmente il BMW VI dal quale derivava: si trattava quindi di un motore a 12 cilindri alloggiati in due bancate da sei cilindri ciascuna, disposte a V a formare tra loro un angolo di 60°. L'impianto d'alimentazione era a carburatori e la distribuzione era affidata a due valvole in testa, comandate tramite aste e bilancieri. Principale caratteristica del propulsore era costituita dalle prestazioni in quota particolarmente brillanti.

## Versioni
I dati relativi alle versioni sono tratti da Russian Piston Aero Engines.
- M-17: prima versione, impiegava un carburatore Zenith 60DCJ (oppure DCL). Venne realizzata in due diverse varianti, contraddistinte da diverso rapporto di compressione: una prima variante, caratterizzata dalla forma piatta delle teste dei cilindri, aveva rapporto di compressione pari a 6,0:1 (per cui venne denominata M-17-6,0 oppure M.17E6,0) mentre in una seconda variante con teste dei cilindri dalla forma bombata tale rapporto raggiungeva il valore di 7,3:1 (e venne quindi indicata in modo analogo come M-17-7,3 oppure M-17E7,3).
- M-17B (М-17Б): versione entrata in produzione dal giugno del 1931; corrispondeva alla versione VIb del motore BMW. Modificata nell'albero a gomiti, aveva nuove sedi delle valvole; in particolare la valvola di scarico di dimensioni ridotte. Anche in questo caso furono realizzate due varianti con diversi rapporti di compressione. Mediante la sostituzione di alcuni particolari poteva essere agevolmente aggiornata alla versione M-17F.
- M-17F (М-17Ф): versione interamente progettata e realizzata in Unione Sovietica in seguito all'abbandono dello sviluppo del motore originario da parte della BMW. Le modifiche principali furono incentrate nelle bielle, nelle valvole (furono impiegate quelle del motore M-5), nel carburatore e nella misura della corsa (allungata di 9 mm. Ottimizzato per il miglior funzionamento alle basse quote, sviluppava una potenza pari a 725 CV (533 kW).
- M-17T (М-17Т): Versione adattata per la propulsione di carri armati. Venne ridotto il regime di rotazione, modificati gli impianti di lubrificazione e raffreddamento. Sviluppava una potenza pari a poco più di 500 CV (370 kW).
- M-17L (М-17Л): fu la versione specificamente realizzata per l'impiego sul carro pesante T-35. Modificato prevalentemente nel basamento e nel carter, sviluppava una potenza di 650 CV (480 kW).

### Versioni sperimentali
Si hanno notizie in merito alla costruzione di tre prototipi di una versione potenziata per l'impiego aeronautico (650 CV, 480 kW) testati in volo su velivoli Polikarpov R-5, ma l'esperimento non ebbe seguito produttivo.
Analogamente risulta che fu tentata la realizzazione di un motore a 24 cilindri, risultante dall'accoppiamento di due unità M-17. Anche in questo caso non si hanno notizie di ulteriori sviluppi.

## Mezzi utilizzatori

### Aerei
Unione Sovietica
- Beriev MBR-2
- Gorki PS-89
- Kalinin K-5
- Polikarpov I-3
- Polikarpov R-5
- Polikarpov R-Z
- Tupolev ANT-4
- Tupolev ANT-6
- Tupolev ANT-7
- Tupolev ANT-9
- Tupolev ANT-10
- Tupolev ANT-21

### Carri armati
Unione Sovietica
- BT-7
- T-28
- T-35

### Cannoni d'assalto
Finlandia
- BT-42